# 歐陽烝
歐陽烝（？—？），字憲文，號繋菴，湖廣承天府潜江縣籍江西安福县人，明末清初政治人物。

## 生平
年十三，为湖廣学使华亭董其昌首拔入学。天啓四年（1624年）甲子科湖廣鄉試第九十一名舉人，崇禎十年（1637年），登丁丑科會試第一百五十七名，廷試三甲第二百四名进士。礼部观政，十一年八月授江都知县，十六年欽補滑县知县。甲申之变，欧阳烝仓促自尽，为同事者所甦，病弥月不起。後仕清，任吏部主事，順治二年（1645年）与吕云藻主考河南鄉試，因在鄉試録内称皇叔父多尔衮为王叔父，遂被革职。六十五岁而终。

## 家族
曾祖歐陽綸，以子欧阳柏赠刑科给事中；祖父欧阳栋，字惟隆，号南野。嗣父欧阳东元，廪生；生父欧阳东美，庠生。母袁氏，山东参政袁国臣之女。